# Фортеця (фільм, 1978)
«Фортеця» (рос. «Крепость») — молдовський радянський художній фільм 1978 року режисера Василя Паскару.

## Сюжет
Розповідь про операцію радянського десанту в останній рік Другої світової війни з порятунку групи європейських вчених, які відмовилися працювати на фашистську Німеччину і ув'язнених у фортецю на одному з островів Адріатичного моря.

## У ролях
- Еммануїл Віторган
- Альгімантас Масюліс
- Арніс Ліцитіс
- Євген Герасимов
- Костянтин Константинов
- Іон Шкуря
- Валеріу купча
- Паул Буткевич
- Улдіс Лієлдіджс
- Петро Баракчі
- Володимир Мсрян
- Ірина Азер
- Олексій Бойко
- Юрій Кузьменко
- Володимир Шакало
- Михайло Міліков
- Серджу Фініті
- В'ячеслав Кутаков
- Борис Зайденберг
- Всеволод Гаврилов

## Творча група
- Сценарій: Георгій Тер-Ованесов, Василь Паскар
- Режисер: Василь Паскару
- Оператор: Влад Чуря
- Композитор: Джон Тер-Татевосян